# Mausolée gallo-romain de Rochemaure
Le mausolée gallo-romain de Rochemaure est un mausolée situé à Rochemaure, en France.

## Description
Il s'agit des vestiges d'une crypte gallo-romaine qui ont été fouillés en 1982 et 83 par des archéologues. Puis la fouille a été rebouchée et recouverte par un parking.

## Localisation
Le mausolée est situé sur la commune de Rochemaure, dans le département français de l'Ardèche. Il se trouve sous un parking au lieudit les Faysses. La parcelle cadastrale est : 0186.
Les coordonnées géographiques sont : 44° 34′ 53″ N, 4° 41′ 47″ E

## Historique
La datation au carbone 14 indique que le mausolée gallo-romain a été construit au IIIe siècle. L'emprise au sol est de forme rectangulaire (8,5 × 6,5 m) mais il ne reste rien de la partie aérienne. Sous terre se trouve une crypte contenant trois sépultures. L’intérêt principal est l'architecture des tombes et non pas leur contenu car elles ont été pillées tout au long des siècles.
L'édifice est inscrit au titre des monuments historiques en 1984.